# Cantalapiedra (kommunhuvudort)
Cantalapiedra är en kommunhuvudort i Spanien.   Den ligger i provinsen Provincia de Salamanca och regionen Kastilien och Leon, i den centrala delen av landet, 150 km nordväst om huvudstaden Madrid. Cantalapiedra ligger 784 meter över havet och antalet invånare är 1 225.
Terrängen runt Cantalapiedra är platt, och sluttar norrut. Runt Cantalapiedra är det glesbefolkat, med 14 invånare per kvadratkilometer. Närmaste större samhälle är Madrigal de las Altas Torres, 16,0 km öster om Cantalapiedra. Trakten runt Cantalapiedra består till största delen av jordbruksmark.